# Ophelmatostoma
Ophelmatostoma is een geslacht van haften (Ephemeroptera) uit de familie Baetidae.

## Soorten
Het geslacht Ophelmatostoma omvat de volgende soorten:
- Ophelmatostoma camerunense